# Deck the Halls
Deck the Halls, aussi connu sous le nom de Falalalala, est un chant traditionnel de Noël, du Yule et du Nouvel An britannique.
D'abord connu comme Antient British Music (1741), on en attribue la mélodie au harpiste gallois John Parry, qui l'aurait dictée à son compatriote Evan Williams. Les paroles anglaises sont du musicien écossais Thomas Oliphant (1799–1873), les paroles galloises du poète John Jones alias Talhaiarn et datent de 1862.

## Nos Galan(1794)

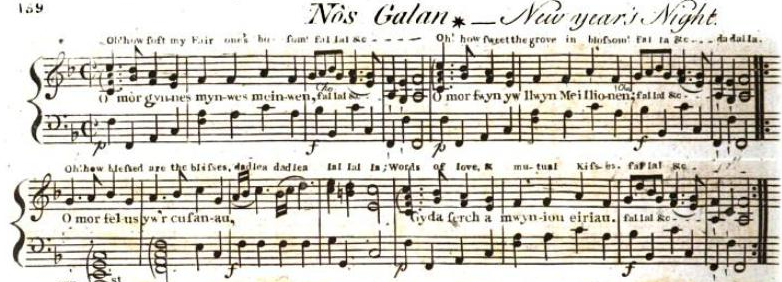
Première publication de Nos Galan dans Musical and poetical relicks of the Welsh bards d'Edward Jones (1794).

La mélodie de Deck the Halls prend sa source dans Nos Galan (1794), paroles de John Ceiriog Hughes (en) :
O mor gynnes mynwes meinwen,

Fal lal lal lal lal lal lal lal la

O mor fwyn yw llwya meillionen,

Fal lal lal lal lal lal lal lal la

O mor felus yw'r cusanau,

Gyda serch a mwynion eiriau 

Fal lal lal lal lal lal lal lal la
Oh! how soft my fair one's bosom,

Fal lal lal lal lal lal lal lal la

Oh! how sweet the grove in blossom

Fal lal lal lal lal lal lal lal la

Oh! how blessed are the blisses

Words of love, and mutual kisses

Fal lal lal lal lal lal lal lal la

## Paroles

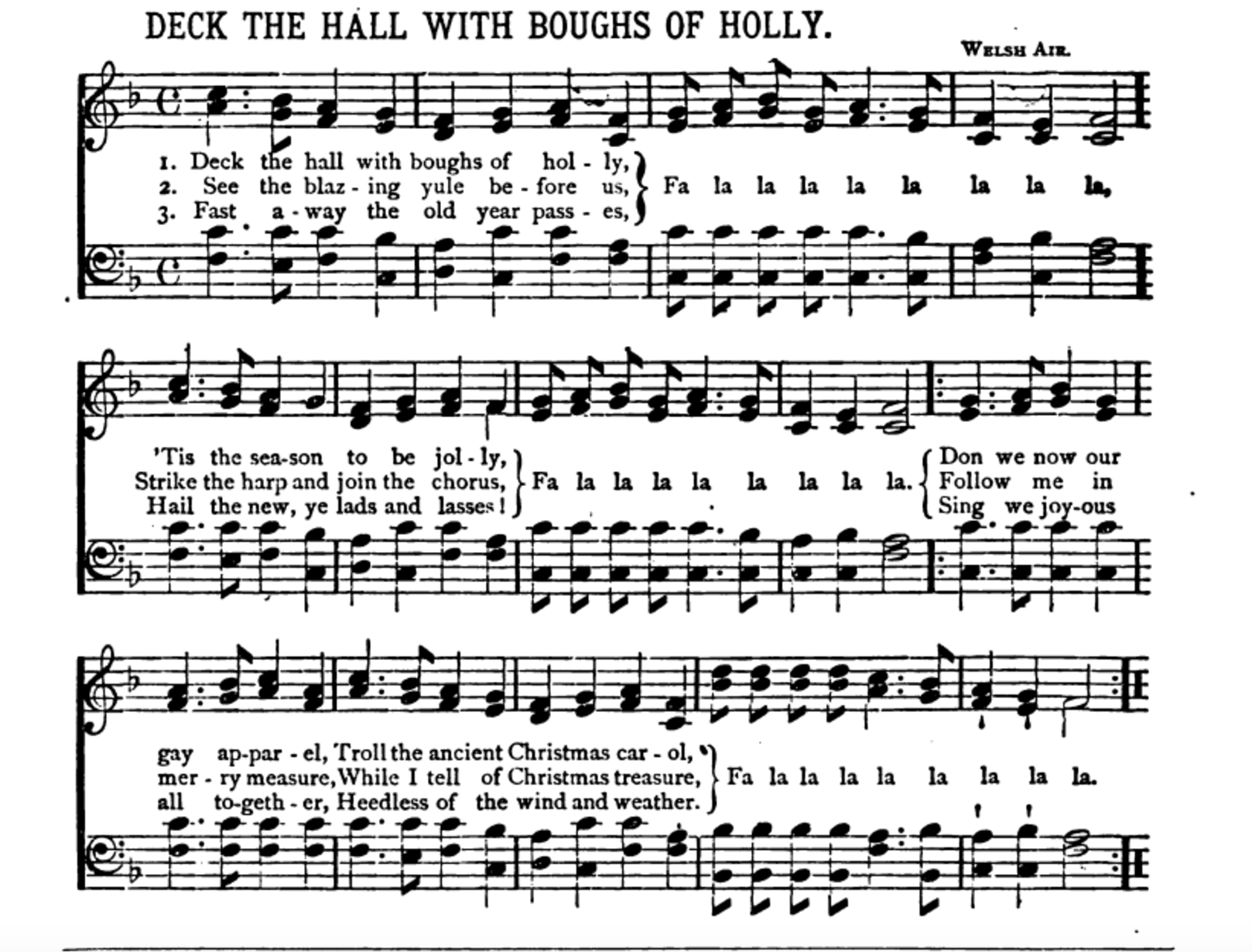
Publication dans le Pennsylvania School Journal (1877).

Version anglaise

Deck the halls with boughs of holly

Fa la la la la, la la la la

Tis the season to be jolly

Fa la la la la, la la la la

Don we now our gay apparel

Fa la la, la la la, la la la

Troll the ancient Yule tide carol

Fa la la la la, la la la la

See the blazing Yule before us

Fa la la la la, la la la la

Strike the harp and join the chorus

Fa la la, la la la, la la la

Follow me in merry measure

Fa la la la la, la la la la

While I tell of Yule tide treasure

Fa la la la la, la la la la

Fast away the old year passes

Fa la la la la, la la la la

Hail the new, ye lads and lasses

Fa la la la la, la la la la

Sing we joyous, all together

Fa la la la la, la la la la

Heedless of the wind and weather

Fa la la la la, la la la la

Fa la la la la, la la la la

## Adaptation moderne
En 1978, Jacob Miller en sort une version reggae sur l'album Natty Christmas.
En 2006, le groupe folk rock Blackmore's Night adapte la chanson sur son album de chants de Noël Winter Carols.